# Втюрилась
«Втюрилась» — пісня російської поп-рок-виконавиці Дори, випущена 27 серпня 2020 року як сингл із студійного альбому «Боже, храни кьют-рок».

## Історія
В інтерв'ю для Apple Music співачка заявила, що на карантині вона переглядала свої улюблені кінофільми. Серед них опинився фільм «Скотт Пілігрим проти всіх», в якому Дора почула фразу «Я в тебе влесбіянився», що і стало натхненням для пісні.
26 вересня 2020 року композиція була включена до списку хітів соціальної мережі TikTok за тиждень. 17 грудня того ж року Дора виконала сингл наживо на Авторадіо, а днем пізніше випустила новорічну версію «Втюрилась» спеціально для Apple Music. Як зазначив оглядач ТНТ Music Владислав Шеїн, в пісні «поменшало драйву», проте з'явилися струнні та саксофоні соло. Також він заявив, що вона стала більш ліричною. Наприкінці того ж місяця Дора виконала «Втюрилась» італійською мовою у новорічному випуску «Ciao, 2020!» телепередачі «Вечірній Ургант».

## Відеокліп
Реліз відеокліпу на трек відбувся 8 січня 2021 року на офіційному YouTube-каналів Дори. У відео виконавиця постає в образі школярки. За його сюжетом, співачка, спускаючись сходами, стикається з однокласником, в якого, за даними InterMedia, вона закохана. Він ніс стопку книг, яку при зіткненні упускає, і в підсумку співачка знаходить словник синонімів та складає пісню. Так вона виконує її в бібліотеці. Потім, наприкінці кліпу, вона зустрічає коханого ще раз, попередньо дізнавшись його місце дислокації за підказками в книзі. За добу відеоряд набрав 600 тисяч переглядів.

## Відгуки
Олексій Мажа, рецензент інтернет-видання InterMedia, назвав «закохався» «модним хітом» і «яскравою і такою, що запам'ятовується пісенькою» і звернув увагу на те, що композиція записана на «вічну» тему, зрозумілу всім поколінням — кохання. Він також написав, що «навіть ті, хто про кьют-рок нічого не знають і знати не хочуть», «неодмінно» звернуть увагу на сингл.

## Учасники запису
Дані взяті з титрів кліпу.
- Дора — вокал, автор тексту, головний герой, художник по костюмах
- Семен Багіров — оператор, режисер
- Жанна Бойкова — другий режисер
- Володимир Галат — сценарист, автор тексту
- Ігор Абрамов — продюсер
- Наталя Гудкова — продюсерка
- Anthony Huiskamp — продюсер, артдиректор
- Діна Марахонова — лінійна продюсерка, художник по костюмах
- Дмитро Громов — светооператор
- Андрій Гарний — колорист
- Марія Непряхіна — художник-гример
- Ганна Клевцова — художник-гример
- Ольга Безгрошових — художник-гример
- Олеся Пермч — художник по костюмах
- Надія Джалаганія — художник по костюмах
- Аліса Соловйова — художник-декоратор
- Тимур Даріев —  локейшн-менеджер [en]
- Георгій Аглицкий — кастинг-директор
- Олександр Донцов — кастинг-менеджер
- Микита Щуваєв — головний герой
- Марія Теплухіна — титри
- Андрій Чернишов —  міксинг[en]

## Чарти
| Чарт (2020—2021)                      | Найвища позиція |
| ------------------------------------- | --------------- |
| Росія (Shazam)                        | 12              |
| Росія (ВКонтакте)                     | 6               |
| Росія (СберЗвук)                      | 13              |
| Росія (TikTok)                        | 7               |
| Росія (Spotify)                       | 7               |
| Росія (YouTube Music)                 | 3               |
| Росія Мир (Билайн)                    | 9               |
| Росія (МТС)                           | 5               |
| Мир (Муз-ТВ)                          | 4               |
| Русский чарт (ТНТ Music)              | 1               |
| Топ чарт (ТНТ Music)                  | 10              |
| Росія (Tophit YouTube Hits)           | 15              |
| Росія (Tophit Radio & YouTube Hits)   | 51              |
| Україна (Tophit YouTube Hits)         | 36              |
| Україна (Tophit Radio & YouTube Hits) | 65              |

| Чарт (2021)                         | Найвища позиція |
| ----------------------------------- | --------------- |
| Росія (Tophit YouTube Hits)         | 27              |
| Росія (Tophit Radio & YouTube Hits) | 76              |
| Україна (Tophit YouTube Hits)       | 53              |

| Чарт (2020)                   | Найвища позиція |
| ----------------------------- | --------------- |
| Росія (Tophit YouTube Hits)   | 115             |
| Україна (Tophit YouTube Hits) | 122             |